# اچ‌دی ۱۲۶۶۱
اچ‌دی ۱۲۶۶۱ یک ستاره است که در صورت فلکی برج حمل قرار دارد.